# Потоцкая, Мария Александровна (актриса)
Мария Александровна Потоцкая (1861—1938) — русская советская актриса. Заслуженная артистка Императорских театров (1916). Заслуженная артистка Республики (1929).

## Биография
Училась в Музыкально-драматическом училище Московского филармонического общества.
Актриса театра Корша в 1889—1892 годах.
С 1892 года — в Александринском театре (Параша — «Горячее сердце»), где работала до 1929 года. Совпадая по амплуа с М. Г. Савиной, часто её дублировала.
Некоторое время была близкой подругой великого князя Николая Николаевича. Великий князь подарил ей дом, в котором ныне размещается Санкт-Петербургский театр музыкальной комедии.
Похоронена на Смоленском кладбище.

## Работы в театре
- 1889 — Саша — «Иванов» А. П. Чехова
- 1892 — Параша — «Горячее сердце» А. Н. Островского
- 1899 — Нора — «Кукольный дом» Х. Ибсена (1899)
- 1900 — Купава — «Снегурочка» А. Н. Островского
- Люба — «Общество поощрения скуки» В. А. Крылова
- Нина — «Нина» Д. А. Мансфельд
- 1929 — Ксения Михайловна — «Огненный мост» Б. С. Ромашова